# Brunmajna
Brunmajna (Acridotheres tristis; tidigare majnastare, mainastare eller herdestare) är en tätting i familjen starar. Den förekommer ursprungligen i södra och sydöstra Asien, men har införts till många andra platser i världen och där etablerat frilevande populationer. Arten är liksom många starar ljudlig och flocklevande. Från att ursprungligen ha förekommit i öppna skogsområden har den anpassats sig väl till människan och uppträder idag även i parker och trädgårdar.

## Utseende och läte

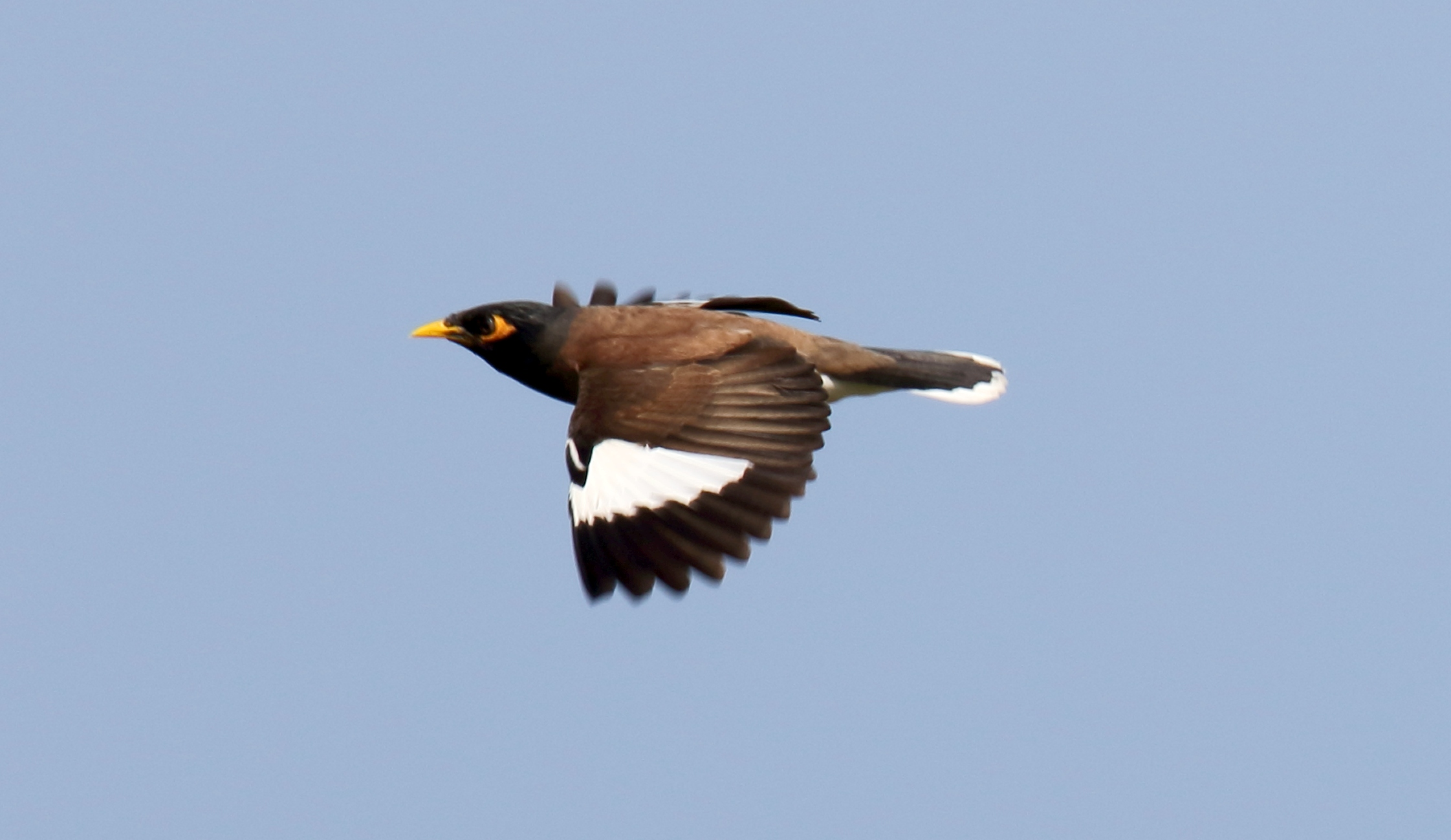
I flykten är de vita vingfläckarna och det vita ände av stjärten tydliga karaktärer.

Brunmajna är en ganska stor fågel, med kraftig näbb och korta rundade vingar. Den når en kroppslängd av 23–25 cm och en vikt på cirka 106 gram. Fjäderdräkten är huvudsakligen kastanjebrun, medan huvud och bröst är lätt glänsande svart och undergumpen vit till ljusgrå. Stjärten övergår från brunt till svart och avslutas med en vit kant. Vingarna har stora vita fläckar på både över- och undersida som kontrasterar mot de svarta handpennorna, vilket främst syns i flykten. Benen och näbben är klargula och den har även en tydlig fjäderlös gul fläck runt ögat. I juvenil dräkt är den mattare och mörkare och saknar glänset i de svarta delarna.
Sången består av upprepade fraser med olika sträva och bubblande ljud, exempelvis "piu-piu-piu che-che-che tliy-tliy-tliy tuu-tuu-tuu tititi pryv-pryv". Varningslätet är ett raspigt "traaah".

## Underarter och utbredning
Brunmajnan delas in i två underarter med följande ursprunglig utbredning:
- Acridotheres tristis tristis – förekommer från sydöstra Iran till Indien och Sydostasien.
- Acridotheres tristis melanosternus – förekommer på Sri Lanka.

Förrymda burfåglar och utplanterade fåglar har etablerat populationer på många ställen, framför allt i stora delar av Mellanöstern, Centralasien, Australien och Nya Zeeland, men också i ögrupper i Oceanien, i Indiska oceanen (Komorerna, Seychellerna) och Atlanten (Sankta Helena, Ascension och Tristan da Cunha) samt i Afrika (Sydafrika, Egypten och Zimbabwe). Observationer i Europa (bland annat Kanarieöarna, Frankrike och Tyskland) tros härröra från dessa populationer snarare än de ursprungliga. Arten har även observerats i Sverige, men dessa fynd bedöms härröra från burrymlingar snarare än frilevande populationer.

## Ekologi

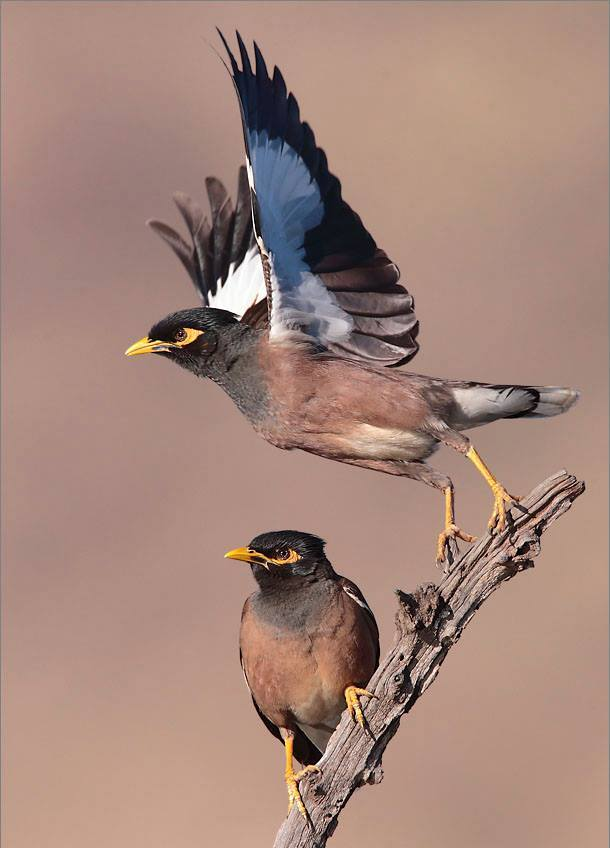
Brunmajnan är en social fågel som ses i smågrupper.

Brunmajnan föredrar öppna gräsområden, med enstaka buskar och träd, och uppträder ofta nära människan i parker, trädgårdar, /odlingar och fält, från lågland till bergsområden. Adulta fåglar bildar mindre grupper på fem eller sex fåglar när de födosöker men gruppens sammansättning kan variera under olika tider på året. Även vid viloplatsen bildas grupper som kan variera från några stycken till uppemot tusentalet. Brunmajna är allätare och livnär sig främst av frukter, frön och insekter. Större byten är bland annat ungar av andra fåglar, möss, ödlor, mindre ormar och fiskar. Förutom insekter ingår andra ryggradslösa djur i födan som spindlar, daggmaskar och kräftdjur. I samhällen plockar arten allt ätbart från avfallshögar och liknande.
Brunmajna faller själv offer för korp och huskatt. Fågelns ägg stjäls ofta av manguster.

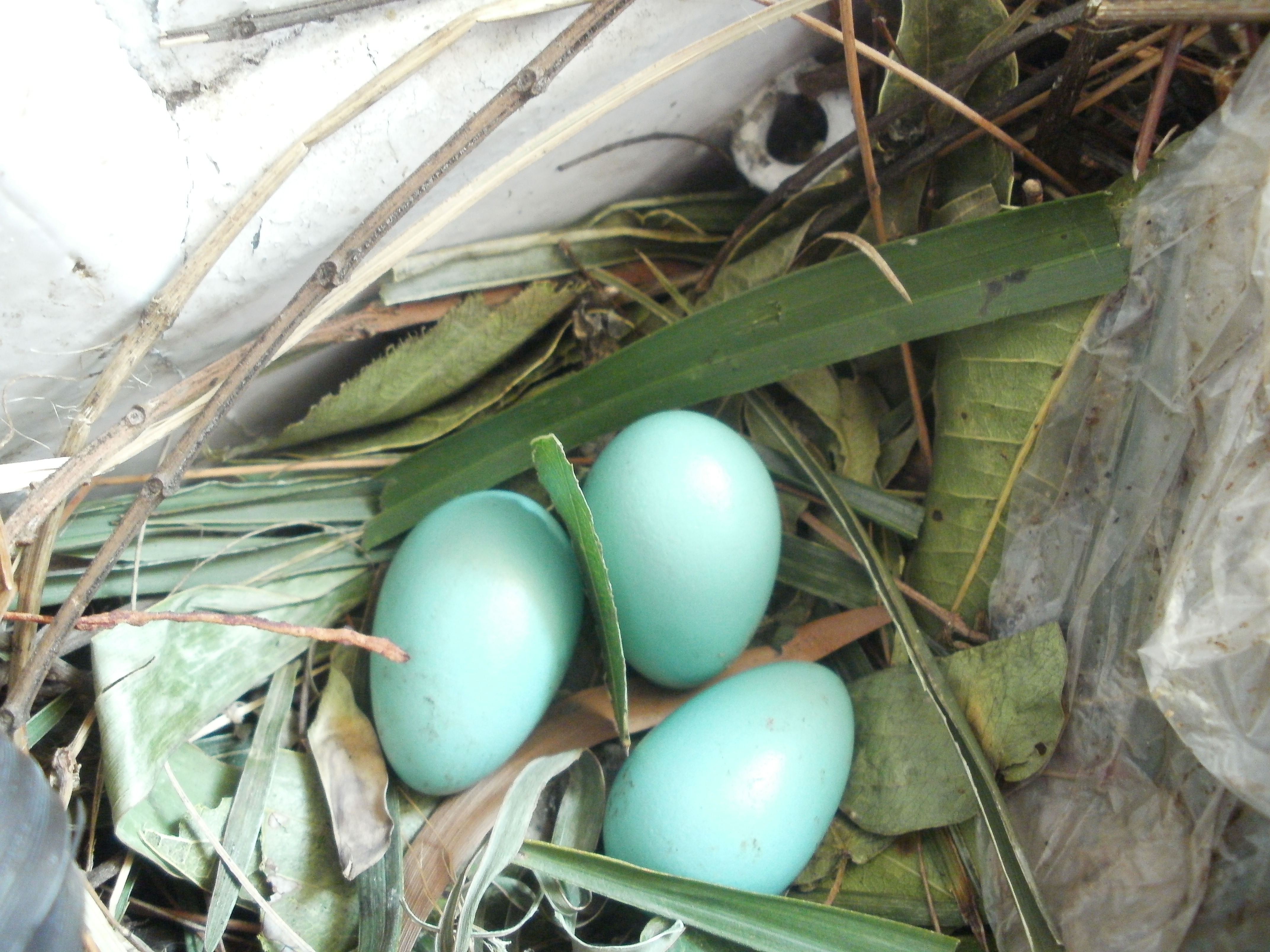
Bo och ägg i en fönsterkarm på tredje våningen i ett hyreshus i Kolkata.

### Häckning

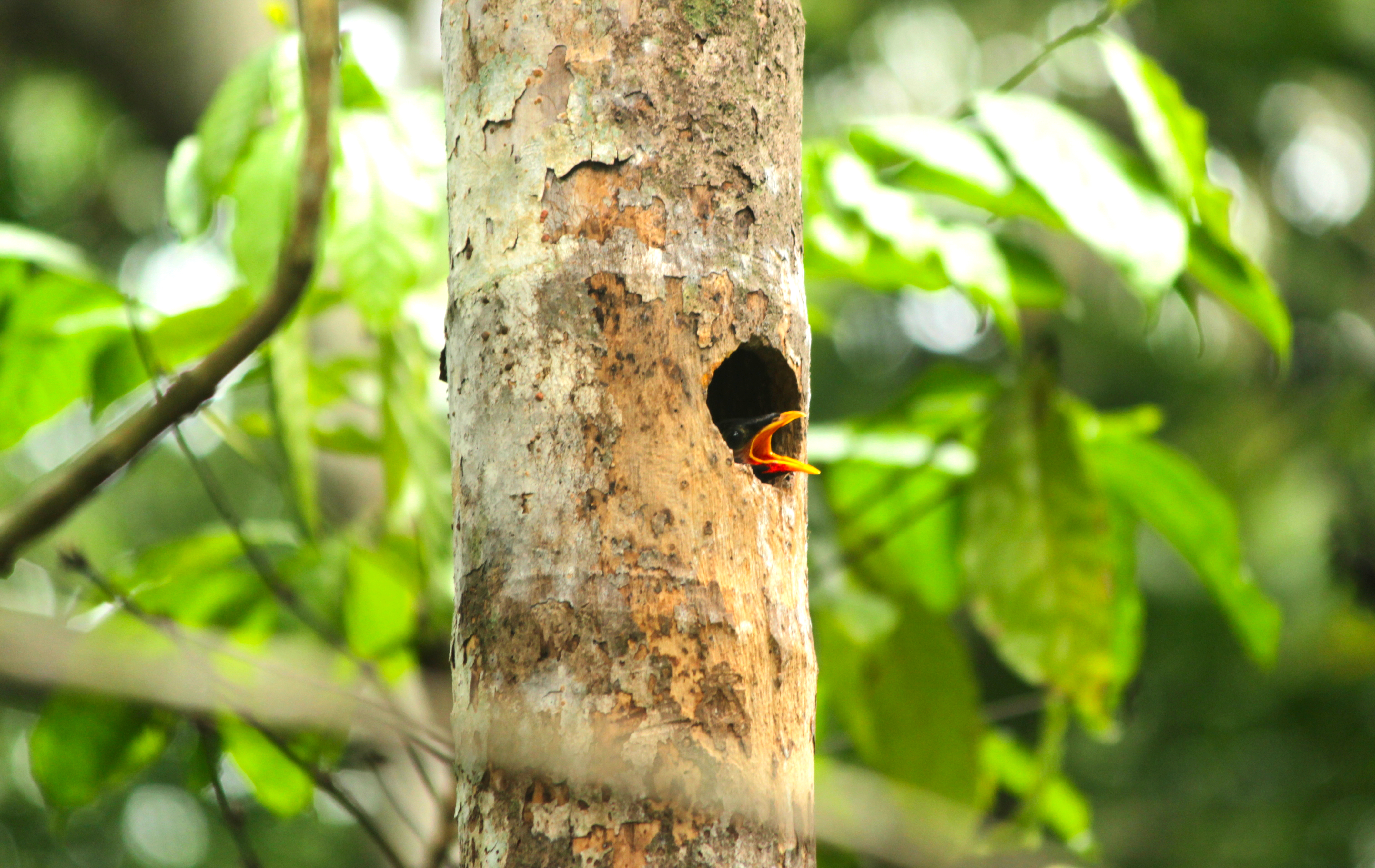
Juvenil brunmajna som tittar ut ur bohålet.

Brunmajnan häckar naturligt i trädhål, men kan utnyttja andra av människan skapade håligheter. Under parningstiden bildar en hane och en hona ett monogamt par. Beroende på utbredning kan det finnas en till tre parningstider per år. Honan lägger fyra eller fem ägg som ruvas av båda föräldrar 13 till 18 dagar. Ungarna gör mindre promenader efter cirka 22 dagar och ungefär en vecka senare får de flygförmåga. Vissa ungar får mat och skydd av sina föräldrar tills de är 1,5 månader gamla. Ungfåglar som blev självständiga bildar egna grupper. De kan tidigast para sig efter ett år. Uppskattningsvis är medellivslängden fyra år.

## Brunmajna och människan
Brunmajnan har länge varit en populär burfågel och lever gärna nära människan. Arten är klassad som invasiv av EU sedan augusti 2019. Det är därmed förbjudet att föda upp, hålla, handla, byta eller transportera arten inom EU.

### Status och hot
Arten har ett stort utbredningsområde och en stor population, och tros öka i antal. Utifrån dessa kriterier kategoriserar internationella naturvårdsunionen IUCN arten som livskraftig (LC).

### Namn
Artnamnen förekommer även särskrivet: brun majna.